# Hannah Mather Crocker
Hannah Mather Crocker, född 27 juni 1752 i Roxbury, Massachusetts, död 11 juli 1829 i Dorchester, Massachusetts, var en amerikansk feminist.
Crocker utgav 1818 en pamflett om kvinnors rättigheter och verkade för förbättrad utbildning för kvinnor i Massachusetts. Hon hoppades kunna grunda ett system av frimurarloger som skulle ge samma stöd till kvinnors förkovran som frimurarna gjorde för män.